# Arthur Meyer (Jurist)
Arthur Meyer (* 28. Juli 1884 in Rittergut in Möser bei Burg, Provinz  Sachsen; † 23. Mai 1970 in Wiesbaden) war ein deutscher Jurist in der preußischen Militärverwaltung.

## Leben
Auf dem Rittergut Möser in der Nähe von Burg (bei Magdeburg) zur Welt gekommen, besuchte Meyer das   Friedrich-Wilhelms-Gymnasium zu Königsberg in der Neumark. Nachdem er 1904 das Abitur bestanden hatte, begann er 1904 an der Eberhard-Karls-Universität Rechtswissenschaft zu studieren. Am 31. Mai 1905 im Corps Borussia Tübingen recipiert, zeichnete er sich als Consenior und Senior aus. Als Inaktiver wechselte er zum Sommersemester 1906 an die Ludwig-Maximilians-Universität München. Vom Wintersemester 1906/07 bis zum WS 1907/08 war er an der Königlichen Universität zu Greifswald. Er bestand 1908 das Referendarexamen und wurde zum Dr. iur. promoviert. Er trat 1911 zur Militärverwaltung der Preußischen Armee über und kam 1913 als Militär-Intendanturreferendar zum VIII. Armee-Korps in Koblenz.
Zu Beginn des Ersten Weltkriegs noch Leutnant, diente er als Divisionsintendant bei der 8., der 121., der 224. und der 28. Infanterie-Division im Westen und im Osten. Für sein Wirken erhielt Meyer neben beiden Klassen des Eisernen Kreuzes das Ritterkreuz I. Klasse des Herzoglich Sachsen-Ernestinischen Hausordens mit Schwertern, das Friedrich-Kreuz sowie das Hanseatenkreuz aus Bremen.
Nachdem er 1920 das Intendanturassessorexamen bestanden hatte, kam er im selben Jahr als Regierungsrat zur Reichsschatz- und Reichsvermögensverwaltung für die Gebiete der Alliierten Rheinlandbesetzung. Seit 1929 Oberregierungsrat, wurde er 1930 von Koblenz zum Wehrkreis VI (Münster) versetzt. Vier Jahre später wurde er Korpsintendant im Wehrkreis I (Königsberg). 1936 kam als Generalintendant zum neuen Wehrkreis XII (Wiesbaden). Im Zweiten Weltkrieg war er 1940–1942 Armeeintendant im Westfeldzug und im Deutsch-Sowjetischen Krieg. Als Generalstabsintendant geriet er in Gefangenschaft. 1947 entlassen, wohnte er in Wiesbaden. Verheiratet war er seit 1912 mit Käte geb. Fischer.